# Kabinett Sigmundur Davíð Gunnlaugsson
Das Kabinett Sigmundur Davíð Gunnlaugsson war vom 23. Mai 2013 bis zum 6. April 2016 die Regierung Islands.
Es handelte sich um eine Koalition aus der Fortschrittspartei, einer bäuerlichen Mittepartei, und der liberal-konservativen Unabhängigkeitspartei. Premierminister war Sigmundur Davíð Gunnlaugsson (Fortschrittspartei). Am Abend des 6. April wurde bekanntgegeben, dass der Premierminister zurücktrete und Sigurður Ingi Jóhannsson sein Nachfolger werde.

## Regierungsmitglieder
| Ressort                                                       | Minister                     | Zeitraum                         | Partei                |
| ------------------------------------------------------------- | ---------------------------- | -------------------------------- | --------------------- |
| Premierminister                                               | Sigmundur Davíð Gunnlaugsson | seit 23. Mai 2013                | Fortschrittspartei    |
| Auswärtiges                                                   | Gunnar Bragi Sveinsson       | seit 23. Mai 2013                | Fortschrittspartei    |
| Finanzen                                                      | Bjarni Benediktsson          | seit 23. Mai 2013                | Unabhängigkeitspartei |
| Soziales und Wohnen                                           | Eygló Harðardóttir           | seit 23. Mai 2013                | Fortschrittspartei    |
| Inneres                                                       | Hanna Birna Kristjánsdóttir  | 23. Mai 2013 – 21. November 2014 | Unabhängigkeitspartei |
| Inneres                                                       | Ólöf Nordal                  | seit 4. Dezember 2014            | Unabhängigkeitspartei |
| Justiz (vorher und nachher Bestandteil des Innenministeriums) | Sigmundur Davíð Gunnlaugsson | 27. August – 4. Dezember 2014    | Fortschrittspartei    |
| Bildung, Wissenschaft und Kultur                              | Illugi Gunnarsson            | seit 23. Mai 2013                | Unabhängigkeitspartei |
| Gesundheit                                                    | Kristján Þór Júlíusson       | seit 23. Mai 2013                | Unabhängigkeitspartei |
| Industrie und Handel                                          | Ragnheiður Elín Árnadóttir   | seit 23. Mai 2013                | Unabhängigkeitspartei |
| Umwelt und natürliche Ressourcen                              | Sigurður Ingi Jóhannsson     | 23. Mai 2013 – 31. Dezember 2014 | Fortschrittspartei    |
| Umwelt und natürliche Ressourcen                              | Sigrún Magnúsdóttir          | seit 31. Dezember 2014           | Fortschrittspartei    |
| Fischerei und Landwirtschaft                                  | Sigurður Ingi Jóhannsson     | seit 23. Mai 2013                | Fortschrittspartei    |

## Weblink
- Website der isländischen Regierung (Memento vom 1. April 2016 im Internet Archive)